# Пірен
Піре́н — хімічна сполука з формулою C16H10, поліциклічний ароматичний вуглеводень. Біла кристалічна речовина. При тривалому зберіганні набуває жовтого кольору за рахунок утворення продуктів окиснення.

## Отримання і властивості
Вперше пірен був отриманий із кам'яного вугілля, в якому його вміст може сягати 2%. Також пірен може утворюватися в результаті різноманітних процесів горіння.
Пірен здатен окиснюватись під дією сполук хрому (VI). Також він відносно легко вступає в реакцію гідрування, електрофільного заміщення, а також у реакцію Дільса — Альдера.
Унікальною особливістю пірена є його надзвичайно великий час флюоресценції: {\displaystyle \tau _{fl}>400} нс (звичайний час життя флюоресценції органічних молекул дорівнює одиницям або десяткам наносекунд чи взагалі лежить у пікосекундному діапазоні). Завдяки цьому пірен став надзвичайно популярним об’єктом для дослідження фотофізичних процесів.
1. ↑  J. B. Birks. Photophysics of aromatic molecules. London et al.: Wiley, 1970.